# Langwellensender Kenadsa
Der Langwellensender Kenadsa ist eine Sendeeinrichtung des algerischen Rundfunks zur Verbreitung des ersten Programmes (Chaine 1) in der Nähe von Bechar.
Der Langwellensender Kénadsa, der auf der Frequenz 153 kHz mit einer Sendeleistung von 2000 kW sendet, gehört zu den leistungsfähigsten Rundfunksendern der Welt. Seine Richtantenne besteht aus drei in einer Reihe angeordneten, je 357 Meter hohen, abgespannten Stahlfachwerkmasten. Trotz seiner hohen Sendeleistung kann dieser Sender in Mitteleuropa nur schwer empfangen werden, weil die schlechte elektrische Leitfähigkeit des Wüstenbodens eine starke Signaldämpfung bewirkt, das Signal nach Südwest (Tindūf) gerichtet ist und seine Frequenz auch vom Sender Bod in Rumänien belegt ist.
Der Sender war aufgrund von Problemen mit der Stromversorgung mehr als 5 Jahre außer Betrieb, wird seit dem 6. Dezember 2021 allerdings wieder mit geringerer Leistung getestet.
Koordinaten der Sendemasten:
- 31° 34’ 5″ N, 2° 20’ 54″ W
- 31° 34’ 11″ N, 2° 20’ 41″ W
- 31° 34’ 18″ N, 2° 20’ 28″ W

Koordinaten: 31° 34′ 12″ N, 2° 20′ 42″ W